# Impedância interativa
A impedância interativa, é a impedância resultante da interação de diversos elementos próximos ao sistema de transmissão e recepção de sinais. Um exemplo da interação são as  antenas de transmissão e recepção utilizadas próximas a outras. Quando um sistema irradiante opera em alta frequência, as antenas próximas daquela que transmitem, interagem. Desta maneira geram um sistema de mútua interferência com a indução do sinal emitido nos elementos próximos e em todo o sistema novamente e de forma redundante.
O ambiente interativo, ao ser excitado pela radiofrequência reirradiará o sinal, que será reabsorvido e reirradiado sucessivamente. A impedância interativa pode ocasionar diversos problemas, inclusive danos de equipamentos de radiotransmissão e interferências em sistemas próximos.
A maneira mais eficaz de resolver o problema da impedância interativa é forçá-la a ser construtiva ao invés de destrutiva. Isto pode ser feito através do estudo do efeito de campo de interação mútua, e casando os diversos sistemas irradiantes para um valor de impedância interativa que se aproxime do ideal de todo o sistema irradiante.
De forma simplista, o transmissor deve enxergar uma impedância que seja aquela essencial para que haja a máxima transferência de potência pelo estágio de saída, independente da impedância da antena. Pois se a antena estiver com a impedância ideal, isso não significa que o ambiente esteja.